# Restrepia citrina
Restrepia citrina är en orkidéart som beskrevs av Carlyle August Luer och Rodrigo Escobar. Restrepia citrina ingår i släktet Restrepia och familjen orkidéer. Inga underarter finns listade i Catalogue of Life.